# Rivellia distobasalis
Rivellia distobasalis är en tvåvingeart som beskrevs av Hardy 1959. Rivellia distobasalis ingår i släktet Rivellia och familjen bredmunsflugor. Inga underarter finns listade i Catalogue of Life.